# Породица Адамс (филм из 2019)
Породица Адамс (енгл. The Addams Family) је рачунарски-анимирани натприродни црно-хумористички филм из 2019. године, редитеља Конрада Вернона и Грега Тирнана, темељен на ликовима аутора Чарлса Адамса. Главним улогама гласове позајмљују Оскар Ајзак, Шарлиз Терон, Клои Грејс Морец, Фин Вулфхард, Ник Крол, Snoop Dogg, Бет Мидлер и Алисон Џени.
Филм је биоскопски објављен 11. октобра 2019. године у Сједињеним Државама и Канади, дистрибутера United Artists Releasing-а. Филм је биоскопски објављен 7. новембра 2019. године у Србији, дистрибутера Taramount Film-а. Српску синхронизацију радио је студио Соло. Добио је различите критике критичара због свог наратива и сценарија, мада су наступи и анимација били похваљени и зарадило је 204 милиона америчких долара наспрам буџета од 24 милиона америчких долара.
Наставак је објављен 1. октобра 2021. године.

## Радња
Гомеза и Мортишу, са остатком клана Адамс, током њихове церемоније венчања протерује бесна руља која не одобрава њихову језиву природу. Бака купује Фестеру време за евакуацију Гомеза, Мортише и Ствари. Гомез и Мортиша одлучују да се преселе у Њу Џерзи, место „у коме нико не би био ухваћен мртав”. Тамо Гомез, Мортиша и Ствар проналазе свој „савршени” дом у напуштеном азилу на брду. Упознају Лурча, одбеглог менталног пацијента којег су ударили када је Ствар била ометена возећи аутомобил, и одмах га регрутују за свог батлера.
Тринаест година касније, породица Адамс наставља да живи свој суморни живот изолиран од спољног света. Гомез припрема свог сина Пагслија за његову предстојећу мазурку, обред који преузима сваки члан породице Адамс. Мортиша се бори да задржи њихову ћерку, Среду, да не искуси свет изван виле након што се на њиховом имању појаве балон и конфети, а како се магла око њега почиње дизати.
Иначе, ријалити ТВ водитељка Марго Нидлер, која гради савршено планирану заједницу под називом „Асимилација” тако да би њена емисија имала успешно финале сезоне, открива домаћинство породице Адамс и одлучује да свој град ослободи њега када породица одбије да се промени. Среда тада упознаје Маргоину занемарену ћерку Паркер и убеђује Мортишу да је пусти да похађа средњу школу. Пагсли се бори са сложеним традицијама и притиском своје мазурке, чак и под вођством Гомеза и ујака Фестера. Бака долази у кућу на догађај.
У школи, Среда брани Паркер и њене пријатеље, близанке Лејлу и Кејлу, од школске насилнице по имену Бетани и спријатељи се с њима након што она васкрсне неке мртве жабе и заповеди им да нападну Бетани. Касније њих двоје разговарају о својим фрустрацијама и мењају навике облачења—Паркер постаје готичнија и Среда се облачи живописније—на шок обе њихове мајке, а Марго се зарекла да ће уништити Адамсове. После свађе са Мортишом, Среда одлучује да побегне у тајности и остане неко време код Паркер, што Пагсли нехотице каже Мортиши.
Кад рођак То стигне у кућу породице Адамс, Среда и Паркер откривају тајну собу испод Паркерине куће откривајући да је Марго поставила скривене камере у сваку кућу коју је дизајнирала у граду. Она је ширила гласине о Адамсовима путем друштвених медија, тврдећи да су они наказе. Марго их ухвати и закључа у поткровљу, али их Среда избавља. Марго окупља бесну руљу да нападне вилу баш у тренутку када читав клан Адамс стиже за Пагслијеву мазурку.
Током мазурке, Пагсли не успева пред целом породицом, али Гомез признаје да је заборавио да му дозволи да буде оно што јесте. Руља стиже бацајући камење, озбиљно оштетивши вилу и заробљава породицу унутра. Пагсли своју љубав према бомбама и уништавању користи за одбрану своје породице и успева да уништи требушу руљу. Средаи Паркер се придружују и помажу свима да безбедно изађу из олупине уз помоћ живог дрвета Ичабод.
Док Марго покушава да поново преузме контролу, Паркер открива њену издају. Они виде да Адамсови нису чудовишта, већ породица, јер Средаи Паркер кажу да су сви чудни на свој јединствени начин, откривајући да је Марго шпијунирала асимилацијске цивиле стављајући скривене камере у њихове куће. Маргоин агент Глен преноси поруку са мреже у којој се наводи да је њена емисија сада отказана због њених злочина захваљујући томе што Паркер својим телефоном преноси своју тираду против цивила. Док Фестер смишља компромис за Марго, цивили Асимилације схватају грешку својих путева.
Након што заједно раде на обнови виле, породица Адамс и цивили Асимилације живе у миру. Марго постаје Фестеров пословни партнер, продајући домове осталим члановима клана Адамс, а Пагсли довршава своју мазурку.
Филм се завршава анимираном рекреацијом уводног шпице ТВ серије из 1964. године.

## Улоге
| Улога               | Оригинални глас  | Српски глас       |
| ------------------- | ---------------- | ----------------- |
| Гомез Адамс         | Оскар Ајзак      | Срђан Тимаров     |
| Мортиша Адамс       | Шарлиз Терон     | Душица Новаковић  |
| Среда Адамс         | Клои Грејс Морец | Ђурђина Радић     |
| Пагсли Паберт Адамс | Фин Вулфхард     | Марко Вукомановић |
| Фестер Адамс        | Ник Крол         | Марко Марковић    |
| Ит Адамс            |                  |                   |
| Прабака Адамс       | Бет Мидлер       | Добрила Илић      |
| Маргокс Нидлер      | Алисон Џени      | Катарина Гојковић |
| Батлер Лурч         | Конрад Вернон    | Никола Немешевић  |
| Дека Фрамп          | Мартин Шорт      | Драган Вујић      |
| Бака Фрамп          | Кетрин О’Хара    | Добрила Илић      |
| Глен Фоутогрефи     | Титу Бургес      | Душица Новаковић  |
| Слум Адамс          | Џенифер Луис     | Јадранка Селец    |
| Паркер Нидлер       | Елси Фишер       | Тамара Алексић    |
| Дениз Мајкрофоун    | Дениз Гарсија    | Ања Орељ          |
| Мичел Лајв          | Скот Андервуд    | Милан Тубић       |
| Кенди Кемра         | Мајки Медисон    | Ања Орељ          |
| Бетани Бедгерл      | Челси Фрај       | Ања Орељ          |
| Лејла Твин          | Пом Клементиф    | Милена Моравчевић |
| Кејла Твин          | Пом Клементиф    | Милена Моравчевић |
| Карен Гроберић      | Давен Грин       |                   |
| Труди Пикеринг      | Меги Вилер       | Ања Орељ          |
| Норман Пикеринг     | Харланд Вилијамс | Бојан Хлишћ       |

## Наставак
Дана 15. октобра 2019. године, Metro-Goldwyn-Mayer је најавио да ће наставак, назван Породица Адамс 2, бити објављен 1. октобра 2021. године, са Конрадом Верноном и Грегом Тирнаном који понављају своје улоге коредитеља.